# Мороз Данило Юхимович
Данило Юхимович Мороз (10 липня 1910 — 9 березня 2002) — радянський офіцер, Герой Радянського Союзу (1944).

## Біографія
Народився 10 липня 1910 року в селі Бубнівщині (нині Прилуцького району Чернігівської області) в селянській родині. Українець. Закінчив Благовіщенський автодорожній технікум. Працював в Завітинському звіррадгоспі в Амурській області. Член ВКП(б) з 1932 року.
У 1932 році призваний до лав Червоної армії. У 1936 році закінчив Уссурійське військово-політичне училище, в 1944 році — Ростовське училище самохідної артилерії. У боях німецько-радянської війни з липня 1944 року. Воював на 1-му Білоруському фронті.
Командир батареї 1493-го самохідного артилерійського полку (11-й танковий корпус, 1-й Білоруський фронт) старший лейтенант Мороз в боях 17 липня 1944 року забезпечив вогнем наступ танкового батальйону та оволодіння містом Любомлем. Його батарея однією з перших форсувала річку Західний Буг, брала участь у визволенні польських міст Парчева, Лукова, Седльця.
Указом Президії Верховної Ради СРСР від 26 вересня 1944 року за мужність і героїзм, проявлені при форсуванні річки Західного Бугу та утриманні плацдарму на його західному березі старшому лейтенанту Морозу Данилу Юхимовичу присвоєно звання Героя Радянського Союзу з врученням ордена Леніна і медалі «Золота Зірка» (№ 5 158).
У 1949 році закінчив Вищу офіцерську школу самохідної артилерії. З 1957 року підполковник Д. Ю. Мороз — в запасі. Жив у місті Алма-Аті. До 1966 року працював керуючим житловими і адміністративними будівлями Міністерства будівництва Казахської РСР. З 1966 по 1983 рік працював інструктором, інженером по безпеці в Казахській республіканській мисливрибспілці.

Могила Данила Мороза

У 1983 році вийшов на пенсію. У 1996 році переїхав до Криму. Жив у Севастополі. Помер 9 березня 2002 року. Похований на Алеї Героїв міського кладовища «Кальфи» в Севастополі.

## Нагороди
Нагороджений орденами Леніна, Червоного Прапора, Олександра Невського, двома орденами Вітчизняної війни 1-го ступеня, орденами Вітчизняної війни 2-го ступеня, Червоної Зірки та медалями.
У роки незалежності України відповідно до Указу Президента був також нагороджений Богдана Хмельницького 3-го ступеня з нагоди з 55-ї річниці визволення міста Севастополя від фашистських  загарбників .

## Вшанування пам'яті
Ім'я Героя носить школа № 1 в селі Бубнівщині. У Севастополі, на будинку по вулиці Колобова, 21, в якому з 1996 по 2002 рік жив Д. Ю. Мороз, встановлена меморіальна дошка.